# La Plume du corbeau
La Plume du corbeau (Poison in the Pen) est un roman policier écrit par la romancière britannique Patricia Wentworth en 1955. Il est paru en France aux éditions Seghers en 1980 dans une traduction de Patrick Berthon, puis a été réédité dans la collection Grands Détectives no 2307 en 1992.

## Résumé
À Tilling Green, lors du mariage de Valentine, une jeune fille se noie dans un lac. Miss Silver part à la chasse de l'oiseau de mauvais augure.